# Upravna podjedinica
Upravna podjedinica ili administrativna podjedinica je izraz za upravnu jedinicu unutar date zemlje ili suverene države, uglavnom s lokalnom vladom koja uključuje mnoge općine, županije, srezove, provincije ili druge upravne potpodjele, i koja ima izvjesni stupanj autonomije (samostalnosti) po određenim pitanjima. U zemljama koje nisu nacije-države, ovo može značiti da su neke ili sve od "podnacionalnih" jedinica u stvari također i nacionalne jedinice.